# André Lemierre
André Alfred Lemierre (Parigi, 30 luglio 1875 – La Bernerie-en-Retz, 11 agosto 1956) è stato un batteriologo e medico francese.

## Biografia
Studiò a Parigi, nel 1904 conseguì il dottorato e divenne medico nel 1912 per poi esercitare la professione presso l'ospedale Bichat. Nel 1926 divenne professore di batteriologia.
Il suo lavoro si concentrò sulla setticemia, tifo, infezioni delle vie biliari e malattie renali e urinarie. Fu il primo a descrivere nel 1936 la sindrome di Lemierre, mentre lavorava come batteriologo all'ospedale Bernard Claude di Parigi, osservando una serie di casi di grave infezione orofaringea con conseguente setticemia, formazioni metastatiche e che portavano frequentemente alla morte.